# Bolesław Keim
Bolesław Emil Keim (ur. 17 stycznia 1880 we Lwowie, zm. ?) – polski nauczyciel, w II Rzeczypospolitej prezydent Stryja.

## Życiorys
Urodził się 17 stycznia 1880 we Lwowie. Był synem Emila, sekretarza sekcji kolejowej w Drohobyczu. W 1902 zdał egzamin dojrzałości w C. K. Gimnazjum Męskim w Sanoku (w jego klasie byli m.in. Gustaw Kieszkowski, Wiesław Krawczyński, Tadeusz Miękisz, Mieczysław Wygrzywalski, Jan Zakrzewski). Od 1902 do 1905 odbył studia na Wydziale Filozoficznym Uniwersytetu Lwowskiego o specjalności historii i geografii pod opieką naukową profesorów Wincentego Zakrzewskiego i Wiktora Czermaka. Uzyskał stopień naukowy doktora.
3 października 1906 został mianowany zastępcą nauczyciela w C. K. Gimnazjum w Drohobyczu. Uczył tam języka polskiego, geografii, gimnastyki. W drugim półroczu roku szkolnego 1907/108 otrzymał urlop celem przygotowania się do egzaminu. 13 października 1908 został przeniesiony do C. K. Gimnazjum w Stryju. Uczył tam języka łacińskiego, języka polskiego. 28 lipca 1909 został przeniesiony do Filii C. K. I Gimnazjum w Stryju. Tam jako egzaminowany zastępca nauczyciela uczył geografii, historii, gimnastyki (gier i zabaw), języka polskiego, języka łacińskiego, historii, geografii i był prefektem administracyjnym bursy. Mianowany prowizorycznym nauczycielem z dniem 1 września 1916. Podczas I wojny światowej pierwotnie był zwolniony ze służby wojskowej, jednak od 12 marca do 5 czerwca 1917 służył w wojsku. 
Po odzyskaniu przez Polskę niepodległości w okresie II Rzeczypospolitej pozostawał profesorem przemianowanego II Państwowego Gimnazjum w Stryju, ucząc geografii, gimnastyki, historii, języka łacińskiego. W Stryju uczył też w Seminarium Nauczycielskim Żeńskim. Początkowo w roku szkolnym 1930/1931 otrzymał zniżkę godzin pracy w II Gimnazjum celem pełnienia funkcji zastępcy komisarza miasta Stryja, po czym otrzymał bezpłatny urlop od 1 października 1930 do 31 sierpnia 1931 dla załatwienia spraw osobistych. Później otrzymał bezpłatny urlop na czas od 1 września 1931 do 31 sierpnia 1932. W latach 30. II Rzeczypospolitej sprawował urząd prezydenta miasta Stryja. W maju 1934 roku został ponownie wybrany na to stanowisko. Przed wyborami parlamentarnymi do Sejmu RP w 1935 został mianowany komisarzem wyborczym w okręgu wyborczym nr 69.
Jako tenor był członkiem chóru Polskiego Towarzystwa Śpiewaczego „Gęźba” w Stryju. 14 kwietnia 1929 został wybrany prezesem oddziału Polskiego Towarzystwa Gimnastycznego „Sokół” w Stryju. W 1938 zasiadł w redakcji pisma „Złoty Szlak”. Był prezesem oddziału Ligi Morskiej i Kolonialnej w Stryju. 
30 kwietnia 1937 został odznaczony Srebrnym Krzyżem Zasługi „za zasługi na polu rozwoju Ligi Morskiej i Kolonialnej”.